# Carlos Andrés Gómez
Carlos Andrés Gómez Hinestroza (Quibdó, Chocó; 12 de septiembre de 2002) es un futbolista colombiano. Juega como extremo en el Vasco da Gama del Brasileirão, cedido por el Stade Rennes.

## Trayectoria

### Millonarios

#### Llegada al profesionalismo (2021)
Tras pasar un año compitiendo en las Inferiores de Millonarios, finalmente el 14 de noviembre de 2021 recibe su primera convocatoria al primer equipo, citado por Alberto Gamero, entonces DT del equipo; a un partido ante Alianza Petrolera por el Torneo Finalización 2021. Partido en el cual realiza su debut profesional, ingresando al juego como inicialista.

#### Consolidación en el profesionalismo (2022)
Para el Torneo Apertura 2022 se convierte en pieza inamovible del primer equipo, siendo convocado regularmente y jugando numerosos partidos, volviéndose así importante para el plantel de Alberto Gamero.
Su primer gol como profesional lo marca el 1 de mayo de 2022 en un partido ante Patriotas por el Torneo Apertura 2022, al minuto 44’ de juego. Su primer título como profesional lo obtiene el 2 de noviembre de 2022, siendo este la Copa Colombia 2022 ante Junior —de la que fue máximo goleador, compartiendo reconocimiento con Diego Herazo—.
Finaliza su etapa con el equipo albiazul tras terminar la Temporada 2022; habiendo disputado cincuenta y ocho partidos, en los que registró doce goles y cinco asistencias.

### Real Salt Lake

#### (2023-24)
Para enero de 2023 se anuncia su transferencia al Real Salt Lake, procedente de Millonarios. Pretendido por el entonces técnico del equipo, Pablo Mastroeni; siendo esta su primera incursión fuera de su país.
En el primer año en el club de Salt Lake, muestra afianzamiento y evolución de habilidades bajo la dirección de Mastroeni; jugando en cuarenta encuentros, dejando dos goles y siete asistencias e incluso siendo citado por primera vez a su selección nacional.
Para el primer semestre del siguiente año se consolida en la titular del equipo, con un notable progreso en sus aptitudes, y sus estadísticas: disputando veinticinco partidos, registrando trece goles y ocho asistencias; y cerrando con esos números su etapa en el club, a mitad de la MLS 2024.

### Stade Rennes

#### Llegada a la alta competencia (2024)
Es presentado en agosto de 2024 como nuevo jugador del Stade Rennes, transferido del Real Salt Lake. Próximo a iniciar la Ligue 1 2024-25, a cargo de su entonces técnico, Julien Stéphan.

## Selección nacional

### Categorías inferiores
Recibe su primera convocatoria a la selección de Colombia sub-23 el 9 de enero de 2024, para disputar un amistoso ante la selección de República Dominicana sub-23. Partido en el hace su debut en la categoría y en el que también marca su primer gol.
Posteriormente es convocado por el entonces DT de la categoría, Héctor Cárdenas, para disputar el Torneo Preolímpico Sudamericano Sub-23 de 2024, jugado en Valencia y Caracas.

#### Participaciones en torneos juveniles
| Campeonato                 | Sede      | Resultado    | Partidos | Goles |
| -------------------------- | --------- | ------------ | -------- | ----- |
| Preolímpico Sub-23 de 2024 | Venezuela | Primera fase | 2        | 0     |

### Selección absoluta
Su primer acercamiento a la selección se da en septiembre de 2022 cuando es citado junto a su compañero de Millonarios, Daniel Ruiz, para un microciclo preparatorio por Néstor Lorenzo.
El debut con la selección de Colombia se da el 10 de diciembre de 2023 en un partido amistoso ante Venezuela sub-23, jugando como titular. El 16 de diciembre marcó su primer gol en la victoria 3-2 sobre México. El 15 de noviembre de 2024 marcó su segundo gol en la derrota 3-2 con Uruguay por eliminatorias.

#### Goles internacionales
| # | Fecha                   | Lugar                                   | Rival   | Gol   | Resultado | Competición                                |
| - | ----------------------- | --------------------------------------- | ------- | ----- | --------- | ------------------------------------------ |
| 1 | 16 de diciembre de 2023 | Los Ángeles, Estados Unidos             | México  | 2 - 3 | 2 - 3     | Amistoso                                   |
| 5 | 15 de noviembre de 2024 | Estadio Centenario, Montevideo, Uruguay | Uruguay | 2 - 2 | 3 - 2     | Eliminatorias Mundial de Norteamérica 2026 |

#### Participaciones enEliminatorias al Mundial
| Eliminatoria                  | Sede del Mundial                | Posición  | Resultado  | Partidos | Goles |
| ----------------------------- | ------------------------------- | --------- | ---------- | -------- | ----- |
| Eliminatorias Mundial de 2026 | Estados Unidos, México y Canadá | 6.º lugar | En disputa | 2        | 1     |

## Estadísticas

### Clubes
Actualizado al último partido jugado el 17 de mayo de 2025.
| Club                          | Div.          | Temporada     | Liga  | Liga  | Liga   | Copas | Copas | Copas  | Internacional | Internacional | Internacional | Total | Total | Total  | Media goleadora |
| Club                          | Div.          | Temporada     | Part. | Goles | Asist. | Part. | Goles | Asist. | Part.         | Goles         | Asist.        | Part. | Goles | Asist. | Media goleadora |
| ----------------------------- | ------------- | ------------- | ----- | ----- | ------ | ----- | ----- | ------ | ------------- | ------------- | ------------- | ----- | ----- | ------ | --------------- |
| Millonarios · Colombia        | 1.ª           | 2021          | 8     | -     | -      | -     | -     | -      | -             | -             | -             | 8     | -     | -      | -               |
| Millonarios · Colombia        | 1.ª           | 2022          | 41    | 9     | 3      | 8     | 3     | 2      | 1             | -             | -             | 50    | 12    | 5      | 0,24            |
| Millonarios · Colombia        | Total club    | Total club    | 49    | 9     | 3      | 8     | 3     | 2      | 1             | -             | -             | 58    | 12    | 5      | 0,20            |
| Real Salt Lake Estados Unidos | 1.ª           | 2023          | 33    | 1     | 5      | 5     | 1     | 2      | 2             | -             | -             | 40    | 2     | 7      | 0,05            |
| Real Salt Lake Estados Unidos | 1.ª           | 2024          | 23    | 13    | 7      | -     | -     | -      | 2             | -             | 1             | 25    | 13    | 8      | 0,52            |
| Real Salt Lake Estados Unidos | Total club    | Total club    | 56    | 14    | 12     | 5     | 1     | 2      | 4             | -             | 1             | 65    | 15    | 15     | 0,23            |
| Stade Rennes Francia          | 1.ª           | 2024-25       | 17    | 3     | -      | 2     | -     | -      | -             | -             | -             | 19    | 3     | -      | 0,16            |
| Stade Rennes Francia          | Total club    | Total club    | 17    | 3     | -      | 2     | -     | -      | -             | -             | -             | 19    | 3     | -      | 0,16            |
| Total carrera                 | Total carrera | Total carrera | 105   | 23    | 15     | 13    | 4     | 4      | 5             | -             | 1             | 123   | 27    | 20     | 0,21            |
| 1. 2. 3.                      |               |               |       |       |        |       |       |        |               |               |               |       |       |        |                 |

### Selección de Colombia
Actualizado al último partido jugado el 15 de noviembre de 2024.
| Selección nacional        | Temporada                 | Continental | Continental | Continental | Mundiales | Mundiales | Mundiales | Amistosos | Amistosos | Amistosos | Total | Total | Total  | Media goleadora |
| Selección nacional        | Temporada                 | Part.       | Goles       | Asist.      | Part.     | Goles     | Asist.    | Part.     | Goles     | Asist.    | Part. | Goles | Asist. | Media goleadora |
| ------------------------- | ------------------------- | ----------- | ----------- | ----------- | --------- | --------- | --------- | --------- | --------- | --------- | ----- | ----- | ------ | --------------- |
| Sub-23 · Colombia         |                           |             |             |             |           |           |           |           |           |           |       |       |        |                 |
| 2024                      | 2                         | -           | -           | -           | -         | -         | 2         | 1         | -         | 4         | 1     | -     | 0,25   |                 |
| Total sel.                | 2                         | -           | -           | -           | -         | -         | 2         | 1         | -         | 4         | 1     | -     | 0,25   |                 |
| Absoluta · Colombia       |                           |             |             |             |           |           |           |           |           |           |       |       |        |                 |
| 2023                      | -                         | -           | -           | -           | -         | -         | 2         | 1         | -         | 2         | 1     | -     | 0,5    |                 |
| 2024                      | -                         | -           | -           | 1           | 1         | -         | -         | -         | -         | 1         | 1     | -     | 1      |                 |
| Total sel.                | -                         | -           | -           | 1           | 1         | -         | 2         | 1         | -         | 3         | 2     | -     | 0,5    |                 |
| Total selección y carrera | Total selección y carrera | 2           | -           | -           | 1         | 1         | -         | 4         | 2         | -         | 7     | 3     | -      | 0,42            |
| 1. 2.                     |                           |             |             |             |           |           |           |           |           |           |       |       |        |                 |

## Palmarés

### Campeonatos nacionales
| Título        | Club        | Año  |
| ------------- | ----------- | ---- |
| Copa Colombia | Millonarios | 2022 |